# Håkan Malmström
Håkan Malmström (16 luglio 1977) è un ex calciatore svedese, di ruolo difensore.

## Carriera

### Club
Malmström cominciò la carriera con la maglia dello Spårvägen, per poi passare al Vasalund. Tornò nuovamente allo Spårvägen e poi si trasferì al Brommapojkarna. In questa squadra debuttò nella Allsvenskan in data 6 aprile 2007, quando fu titolare nel successo per 1-0 sul Djurgården. Il 12 agosto dello stesso anno segnò la prima rete, nel successo per 3-1 sull'Örebro.
Nel 2008 passò ai norvegesi dello HamKam. L'esordio nella Tippeligaen avvenne il 4 maggio, quando fu titolare nella sconfitta per 2-1 sul campo del Fredrikstad. Giocò un solo altro incontro nella massima divisione norvegese, perché a fine anno la sua squadra retrocesse in Adeccoligaen.
Alla fine del campionato 2009 Malmström lasciò la Norvegia e tornò in patria, per militare nel Brage.